# Maigret in Kur
Maigret in Kur (französisch: Maigret à Vichy) ist ein Kriminalroman des belgischen Schriftstellers Georges Simenon. Er ist der 67. Roman einer Serie von insgesamt 75 Romanen und 28 Erzählungen um den Kriminalkommissar Maigret. Der Roman entstand vom 5. bis 11. September 1967 in Epalinges, nachdem Simenon zuvor vom 25. Juli bis 25. August einen Monat Urlaub in Vichy verbracht hatte. Der Roman wurde noch im gleichen Jahr vom Verlag Presses de la Cité veröffentlicht. Die erste deutsche Übersetzung von Hansjürgen Wille und Barbara Klau erschien 1969 bei Kiepenheuer & Witsch im Sammelband mit Maigret und der Dieb sowie Maigret und der Fall Nahour. 1989 veröffentlichte der Diogenes Verlag eine Neuübersetzung von Irène Kuhn.
Im Roman befindet sich Maigret außer Dienst und ist auf Kur in Vichy. Doch als in dem Kurort ein Mord passiert, mischt er sich in die Ermittlungen ein. Die Ermordete ist eine Frau, die anscheinend in vollkommener Einsamkeit lebte. Ihre einzige Verwandte ist eine Schwester von völlig entgegengesetzter Wesensart. Zwischen Arztbesuchen und Brunnenkuren verfolgt Maigret die Ermittlungen seines lokalen Kollegen und gibt immer wieder entscheidende Impulse.

## Inhalt

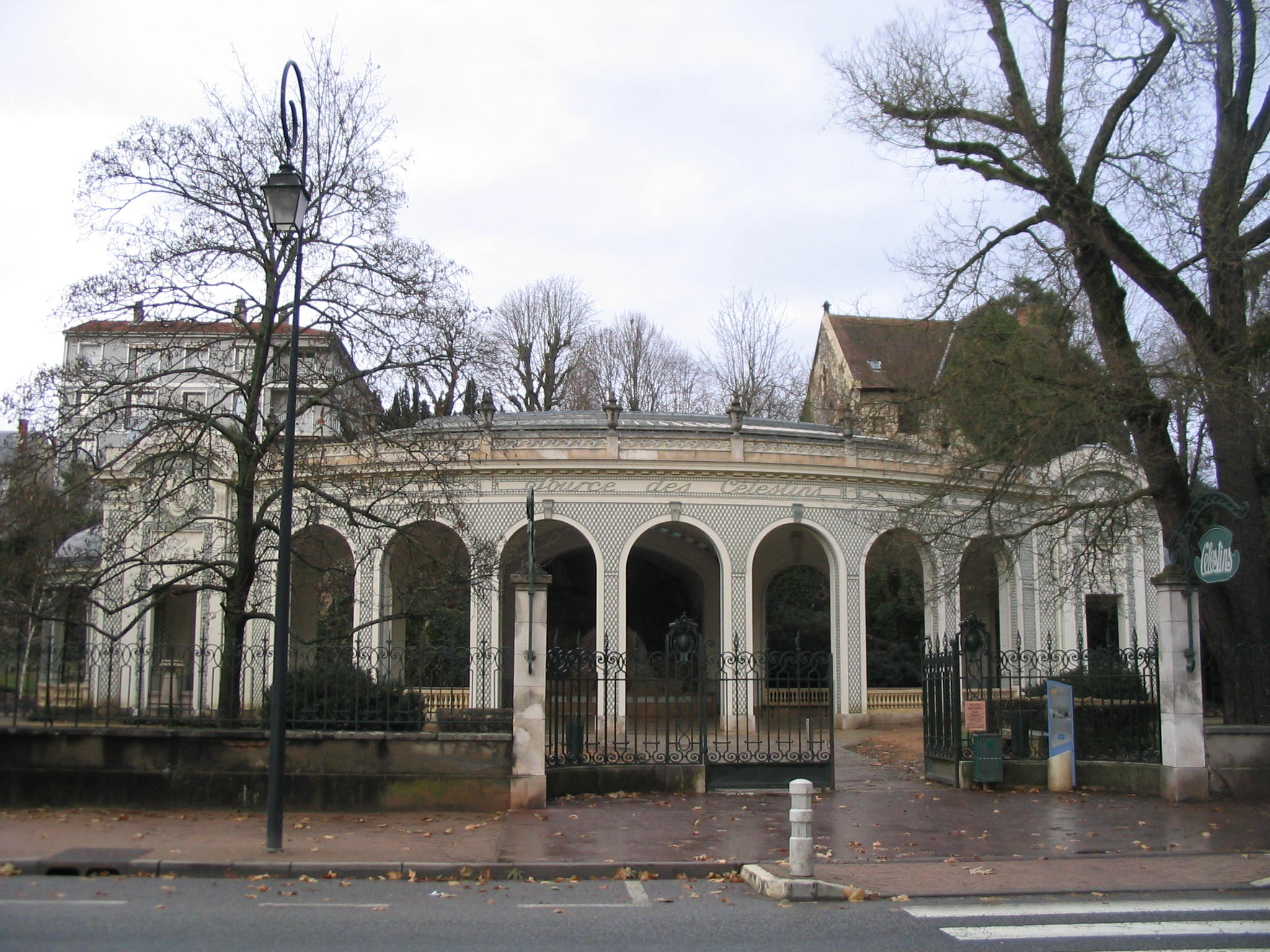
Célestins-Quelle in Vichy, in deren Nähe das Hotel der Maigrets liegt

Maigret spürt erste Symptome des Alters. Auf Anraten seines Freundes Dr. Pardon weilt er mit seiner Frau im Juni auf Kur in Vichy. Schon nach fünf Tagen hat sich eine Routine im Tagesablauf eingespielt, durch die das Ehepaar Maigret den immergleichen Leuten begegnet. So ist ihnen auch bereits die „Dame in Lila“ vertraut, eine Frau mit harten Zügen, die immer alleine ist. Als Maigret in der Zeitung die Meldung von ihrer Ermordung liest, kann er nicht anders, als sich in die Ermittlungen, die sein ehemaliger Inspektor Désiré Lecœur leitet, einzumischen. Doch auch wenn Lecœur nur zu gerne den Rat des Mannes, der für ihn immer noch sein „Chef“ ist, einholt, ist Maigret nicht im Dienst. Statt Melone trägt er Strohhut und begnügt sich damit, zwischen Spaziergängen und Trinkkuren den Befragungen des Kollegen schweigend zu folgen. Und er nimmt die Kur so ernst, dass er tatsächlich die ganze Ermittlung hindurch auf sämtliche Alkoholika verzichtet, nicht allerdings auf seine Pfeife.
Die Tote heißt Hélène Lange, war 48 Jahre alt und stammte aus Marsilly. Sie lebte einige Jahre in Paris, ließ sich anschließend in Nizza und seit neun Jahren in Vichy nieder. Sie war offensichtlich so vermögend geworden, dass sie nicht weiter arbeiten musste. Lediglich einige Zimmer ihres Hauses vermietete sie an Kurgäste. Zum Zeitpunkt ihres Todes bewohnten das Ehepaar Maleski und die Witwe Vireveau die Fremdenzimmer. Die einzige Verwandtschaft besteht in einer jüngeren Schwester namens Francine, einer ehemaligen Maniküre, die nun einen Friseursalon in La Rochelle führt. Die beiden Schwestern trennen nicht nur sieben Jahre Altersunterschied, sondern ganz entgegengesetzte Mentalitäten: Hélène lebte ihr Leben lang allein, ihre Leidenschaft galt Romanen der Romantiker und in ihrer Wohnung befinden sich ausschließlich Fotos von ihr selbst. Francine ist eine lebenslustige Frau, die im offenen Sportwagen anreist, begleitet von einem Gigolo namens Lucien Romanel. Seit ihrem fünfzehnten Lebensjahr hatte sie zahlreiche Männerbekanntschaften, aus denen auch ein Sohn namens Philippe hervorging, den sie an Adoptiveltern abgab, wo er mit zwei Jahren starb.
Von einem Tag auf den anderen verändert sich die unbeschwerte Francine, wirkt plötzlich ängstlich und besorgt und reist direkt nach dem Begräbnis ihrer Schwester wieder ab. Eine Telefonistin ihres Hotels berichtet von einem anonymen Anruf, in dem ein Mann Francine Geld bot, wenn sie noch einige Tage in Vichy bliebe, er werde mit ihr Kontakt aufnehmen. Die Stimme des Mannes verriet Asthma, und für Maigret formt sich nun das Bild eines Kurgastes, der zum ersten Mal in Vichy weilt, von seiner Frau begleitet wird, weswegen er in seinen Handlungen nicht frei ist, und der durch Zufall einer Frau begegnet, die er bereits von früher kannte. Die von ihm vorgeschlagene Überwachung der Telefonzellen führt auf die Spur des Pariser Industriellen Louis Pélardeu.
In seiner Befragung kommt ein jahrelanger Betrug, den die beiden Schwestern Lange inszeniert haben, ans Tageslicht. Hélène hatte in Paris in der Firma Pélardeus gearbeitet, zwischen beiden war es zu einer Affäre gekommen. Schließlich brach Hélène den Kontakt ab, weil sie angeblich schwanger geworden sei und ihr Kind nicht unehelich aufwachsen solle. Der in seiner Ehe kinderlose Pélardeu zahlte der Frau seit fünfzehn Jahren großzügige Alimente und wartete auf den Zeitpunkt, da sein Sohn volljährig würde und er ihn besuchen dürfte. Tatsächlich war Hélène nie schwanger geworden, sondern hatte die Gelegenheit ergriffen, Philippe, den Sohn ihrer Schwester, mit gefälschten Papieren als ihren eigenen Sohn auszuweisen. Im Gegenzug erhielt Francine einen Teil des Geldes für die Gründung ihres Friseursalons. Auch nachdem Philippe gestorben war, berichtete Hélène regelmäßig brieflich von dessen Werdegang. Als Pélardeu sie zufällig in Vichy erkannte, ging er ihr nach, um seinen Sohn zu sehen, und verschaffte sich Zutritt zu ihrer Wohnung. Doch dort fand er von Philippe keine einzige Spur, er versuchte durch Betteln und Drohungen von Hélène die Wahrheit zu erfahren, schließlich würgte er sie und drückte zu fest zu, weil ihr Gesicht bis zuletzt keine Gefühlsregung zeigte. Nachdem der Täter abgeführt ist, bleibt Maigret die Aufgabe, seine Frau zu informieren.

## Hintergrund
Vom 25. Juli bis 25. August 1967 verbrachte Simenon einen Urlaub mit seiner Lebensgefährtin Teresa und seinen Kindern in Vichy. Den Roman Maigret à Vichy schrieb er im direkten Anschluss vom 5. bis 11. September 1967 in Epalinges. Es ist ungewöhnlich für Simenon, dass er seine eigenen Erfahrungen innerhalb so kurzer Zeit in einen Roman umsetzte. In seinen Intimen Memoiren beschrieb Simenon später die Speziergänge an Teresas Seite durch Vichy, die an jene Maigrets mit seiner Frau erinnern. Im Unterschied zu seinem Kommissar machte Simenon allerdings keine Kur und bekräftigte in den Memoiren, er habe keinen Tropfen aus den Trinkbrunnen zu sich genommen.
Eine Begegnung sollte allerdings zum Auslöser des Romans werden: „Teresa und ich spazierten um den Musikpavillon herum. Ich war fasziniert von einigen Gesichtern, besonders von dem einer ziemlich mageren, sehr bleichen Frau, die wir jeden Abend auf demselben Platz sitzen sahen. Hatten ihre Augen nicht einen dramatischen Ausdruck? Wir stellten aus Spielerei Theorien auf, wer und was sie wohl war, wie wir es häufig bei einem Passanten, einer vorübergehenden Dame und bei den Boule-Spielern taten.“ Die Zeit nach seiner Rückkehr aus dem Urlaub beschrieb Simenon: „Im September […] spürte ich noch die Nachwirkungen unseres Lebens in Vichy […]. Ich schrieb aus der noch frischen Erinnerung Maigret à Vichy, wobei die rätselhafte Dame vom Musikpavillon die Heldin des Buches wurde.“

## Interpretation
Maigret in Kur gehört neben Maigret und die Affäre Saint-Fiacre und Maigret amüsiert sich zu den Romanen, in denen der Kommissar an zentraler Stelle nicht selbst ermittelt, sondern eine Beobachterrolle einnimmt und bloß entscheidende Hinweise gibt. Er zieht sich laut Josef Quack „auf die ihm wesentliche Funktion eines verstehenden Deuters des Geschehens, eines Kommentators der psychologischen und moralischen Elemente des Falles zurück.“ Dabei trennt Maigret strikt seine Methoden von denen des ermittelnden Kommissars Lecœur. Dieser ist für ihn zwar „ein hervorragender Ermittler“, doch er bedient sich nicht Maigrets Methode der Einfühlung, der Anteilnahme, die so weit geht, dass er mit den Betroffenen des Falles zu leben meint: „Für Maigret war zum Beispiel die Dame in Lila nicht nur das Opfer eines Mordes oder ein Mensch, der auf diese oder jene Weise gelebt hatte. Er kannte Hélène Lange allmählich und bemühte sich fast unwillkürlich, diese Bekanntschaft zu vertiefen.“ Über Maigrets Kollegen dagegen heißt es: „Lecœur empfand keinerlei Bedürfnis, in ihr Leben einzutreten, sie zu verstehen. Er sicherte Fakten, zog Schlüsse daraus und blieb von Gewissensunruhen verschont.“
Für Franz Schuh verknüpfen sich in der Geschichte Zufall und Zwangsläufigkeit, die lebenslange Manipulation eines Mannes und die zufällige Wiederbegegnung mit seiner früheren Geliebten im Kurpark zur Logik eines Mordes, wobei der archaische Charakter der „uralten Seelentriebe, Täuschung, Schuld, Gier“ zutage trete. Die Auflösung des Falles illustriert für Lucille F. Becker Simenons These, dass ein Opfer in vielen Fällen selbst an seinem Schicksal schuld sei. So stellt sich am Ende durch die Ermittlung die jahrelange Schuld der Toten heraus, während der Täter im Sinne einer höheren Gerechtigkeit unschuldig ist. Selbst die Tat im Affekt ist letztlich noch durch das Opfer mitverschuldet. Der Täter hingegen beeindruckt sowohl Maigret als auch Lecœur im abschließenden Verhör, und Maigret bekennt im letzten Satz des Romans: „Ich hoffe, er wird freigesprochen…“

## Rezeption
Franz Schuh löste sich von seinem ersten Eindruck „Kriminalliteratur für ältere Herrschaften“ und beschrieb eine „handwerkliche Virtuosität“ Simenons, die sich allerdings nur an vereinzelten Stellen zeige. Dennoch war für ihn „Simenons Verknüpfung von Zufall und Zwangsläufigkeit genial“ und der Roman letztlich „großartig, weil durch die Mängel hindurch im Leser ein Bild erscheint, das von einer Alptraumlogik gezeichnet ist“. Tilman Spreckelsen fragte: „Liegt es daran, dass dieser Roman so aus dem Rahmen fällt – der Kommissar ist fern von Paris, in Vichy, und er ist hier als Kurgast, was er unerwartet ernst nimmt –, dass das Buch so frisch wirkt?“ Und er urteilte: „Die Kurstadtatmosphäre beflügelt Simenon ersichtlich, seine Schilderungen funkeln vor Effizienz, und wie er den kompletten Fall genau daraus erwachsen lässt, ist meisterlich.“
Die Romanvorlage wurde 1984 von Alain Levent mit Jean Richard als Maigret im Rahmen der Fernsehserie Les Enquêtes du commissaire Maigret des französischen Fernsehens verfilmt. Im Jahr 2003 produzierten SFB-ORB, MDR und SWR ein Hörspiel in der Bearbeitung von Susanne Feldmann und Judith Kuckart. Es sprachen unter anderem Christian Berkel und Friedhelm Ptok.

## Ausgaben
- Georges Simenon: Maigret à Vichy. Presses de la Cité, Paris 1967 (Erstausgabe).
- Georges Simenon: Maigret und der Dieb. Maigret und der Fall Nahour. Maigret in Kur. Übersetzung: Hansjürgen Wille, Barbara Klau. Kiepenheuer & Witsch, Köln 1969.
- Georges Simenon: Maigret in Kur. Übersetzung: Hansjürgen Wille, Barbara Klau. Heyne, München 1970.
- Georges Simenon: Maigret in Kur. Übersetzung: Irène Kuhn. Diogenes, Zürich 1989, ISBN 3-257-21770-6.
- Georges Simenon: Maigret in Kur. Sämtliche Maigret-Romane in 75 Bänden, Band 67. Übersetzung: Irène Kuhn. Diogenes, Zürich 2009, ISBN 978-3-257-23867-9.